# Beat 'Em & Eat 'Em
《Beat 'Em & Eat 'Em》是由電子遊戲商Mystique所開發；於1982年發售適用於雅達利2600平台的動作遊戲。此作品的內容帶有情色成分，與同由Mystique所發行的遊戲《卡斯特的復仇》皆引來爭議。

## 內容
遊戲的畫面背景是在一條有著建物的道路上，在建物上方有著一名由電腦程式操控、外表為裸露暴露著陽具的男子，該男子會不斷左右移動並朝著下方道路做出射精的動作。
而玩家部分是要操控一對行動一致、外表裸露、朝著上方張嘴的兩名女子，獲取分數的方法是要讓該兩名女子其中一位用嘴接住由上方男子所射出的精液。當玩家分數得到條件過關時，該兩名女子便會做出舔著嘴滿意的模樣進入下一關卡；另玩家若有在精液沒接着的次數超過一定範圍後會造成闖關失敗。
於選項方面另可讓玩家只選擇操作一名女子，以挑戰較困難的遊戲程度。

## 發行
《Beat 'Em & Eat 'Em》最初在1982年於北美由開發商Mystique推出。隨後1983年Game Source取得販售此遊戲權利後，有將《Beat 'Em & Eat 'Em》與另一款同樣有情色成分的動作遊戲《Lady in Wading》合組成的可遊玩兩款作品的遊戲卡帶販售。

## 評價
在網站部分評論部分IGN認為在以《俠盜獵車手：聖安地烈斯》改造之色情小遊戲模組「熱咖啡」出現的20多年前，在該年代會有《Beat 'Em & Eat 'Em》如此表現的遊戲令人吃驚。另GamesRadar表示遊戲裡玩家操控的裸女角色外型是沒有角色特質、粗糙到不行的設計。澳洲電子遊戲新聞網站PALGN則將《Beat 'Em & Eat 'Em》列在最令他們感到乏味的作品清單中。而Technology Tell反應著此遊戲玩法跟另一款接砲彈的遊戲《Kaboom!》很像，只是在「砲彈」的部分比較不太一樣。
一些人士如美國遊戲評論家Seanbaby將《Beat 'Em & Eat 'Em》評為史上前10大最低級的電子遊戲之一，並對遊戲畫面裡一堆沒被接到、掉到地面上的精液揶揄表示著「它們本來可有著會成為名醫生或律師的人生」。而電子遊戲部落格網站Destructoid創辦者尼爾羅·岡薩雷茲（Niero Gonzales）將此列在他個人認為雅達利2600平台上前五大內容最色情遊戲。

## 引用
英國電子遊戲雜誌《Edge》在2011年12月期間將《Beat 'Em & Eat 'Em》的遊戲封面改圖，用以諷刺當時不久前發生的世界新聞報電話竊聽醜聞；以及《世界新聞報》關係集團的持有者魯柏·梅鐸。

## 改版
在此遊戲開發商Mystique結束營運後，獲取Mystique作品權利的公司Playaround另有將《Beat 'Em & Eat 'Em》改版成名叫《Philly Flasher》的遊戲發行。
《Philly Flasher》的玩法與《Beat 'Em & Eat 'Em》相同，差別在原先遊戲裡由程式操控會射精的男子角色；改成外貌像是巫婆、會從胸部擠出母乳的女性，而玩家原先操控的兩名裸女則改成兩名露出陽具、像是穿著囚衣的男性。另當玩家的分數達到條件過關後，該兩名男性則會做出自慰射精的動作。